# Chiesa della Martorana
La chiesa di Santa Maria dell'Ammiraglio, sede della parrocchia di San Nicolò dei Greci (klisha e Shën Kollit së Arbëreshëvet in albanese) e nota come Martorana, è ubicata nel centro storico di Palermo. Adiacente alla chiesa di San Cataldo, si affaccia sulla piazza Bellini ove affianca il Teatro omonimo e fronteggia la chiesa di Santa Caterina d'Alessandria ed il prospetto posteriore del Palazzo Pretorio.
La chiesa è concattedrale dell'eparchia di Piana degli Albanesi, circoscrizione della Chiesa italo-albanese, e officia la liturgia per gli italo-albanesi, osservanti il rito bizantino, residenti in città. La comunità parrocchiale italo-albanese è da sempre parte della Chiesa cattolica, ma segue il rito e le tradizioni spirituali che l'accomunano alla tradizione liturgica orientale.
Edificio bizantino e normanno del Medioevo con torre di facciata, si contraddistingue per la molteplicità di stili che s'incontrano, in quanto, con il susseguirsi dei secoli, fu arricchito da vari altri gusti artistici, architettonici e culturali. È sottoposto inoltre a tutela nazionale.
Dal 3 luglio 2015 fa parte del patrimonio dell'umanità (UNESCO) nell'ambito dell'Itinerario Arabo-Normanno di Palermo, Cefalù e Monreale.

## Storia
Come dimostrato da un diploma greco-arabo del 1143, da un'iscrizione greca all'esterno della facciata meridionale e dalla stessa raffigurazione musiva di dedicazione, la chiesa fu fondata nel 1143 per volere di Giorgio d'Antiochia, grande ammiraglio siriaco di fede cattolica bizantina al servizio del re normanno Ruggero II dal 1108 al 1151. Costruita da artisti secondo lo stile siculo-normanno , si trovava nei pressi del vicino monastero benedettino, fondato dalla nobildonna Eloisa Martorana nel 1194, motivo per il quale diventò nota successivamente come "Santa Maria dell'Ammiraglio" o della "Martorana" (precedentemente Giorgio l'Antiocheno fece edificare anche il possente "Ponte dell'Ammiraglio" sul fiume Oreto, noto anche per una battaglia dei garibaldini). All'edificio sacro, che nel corso dei secoli è stato più volte restaurato, si accede dal campanile: una costruzione a pianta quadrata del XII secolo, aperta in basso da arcate a colonne angolari e con tre ordini di grandi bifore.

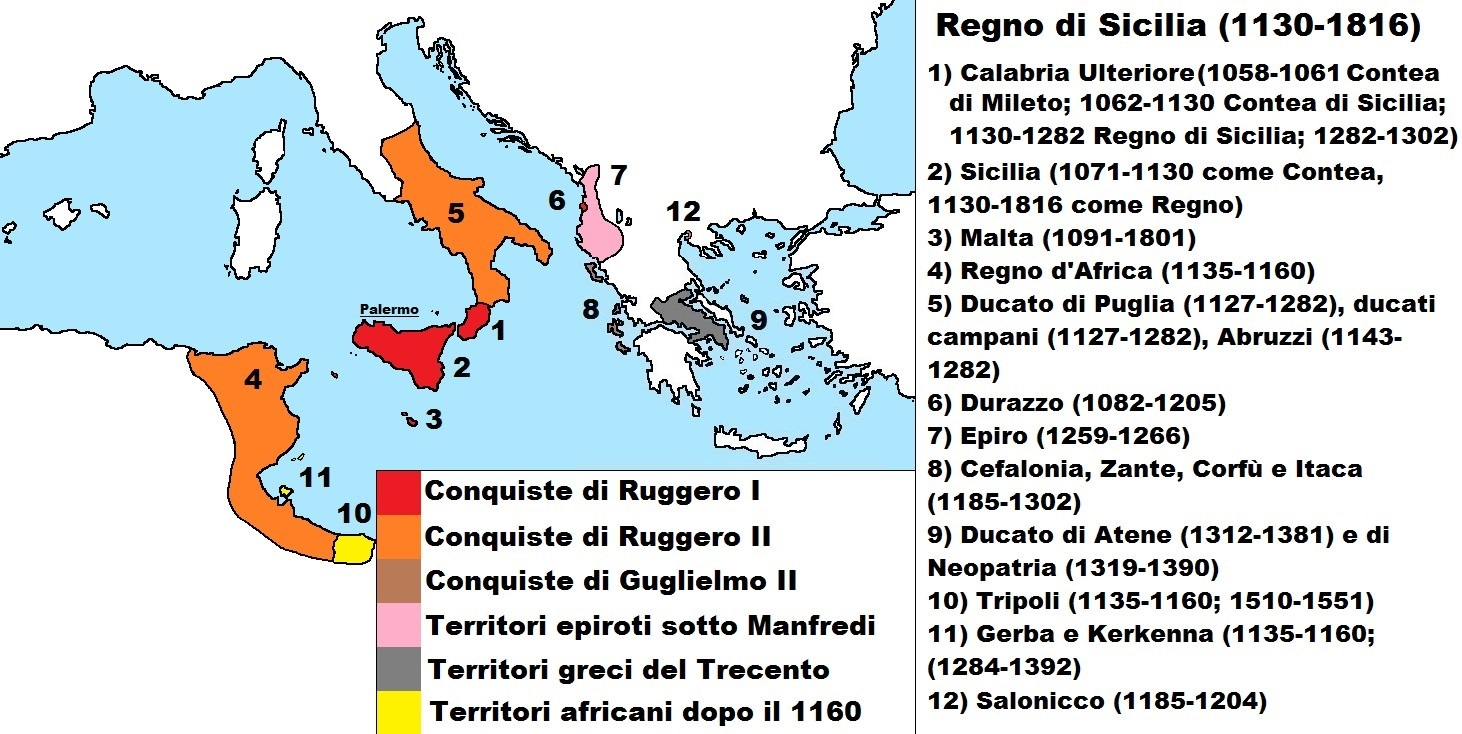
Il Regno di Sicilia nel periodo dell'erezione della Chiesa di S. Maria dell'Ammiraglio, comprendente vari territori alle sue dipendenze (penisola italiana, Malta, Regno d'Albania, Ducato di Atene, Regno d'Africa)

La chiesa possiede una pianta a croce latina, con il nartece e l'atrio. Un portale assiale (ancora esistente) da sull'atrio. Al di là del nartece, gli archi a sesto acuto e i pennacchi della cupola. Nel 1193 le case attorno vengono adibite a monastero per le donne e la chiesa verrà poi ad esso inglobata.
Con sede vescovile vacante, il 5 febbraio 1257 l'altare maggiore fu consacrato dal vescovo di Siracusa Matteo de Magistro di Palermo.. Nel 1194 c. fu fondato il monastero attiguo, patrocinato dai coniugi Goffredo e Luisa Martorana, da cui prenderà successivamente il nome.. Il 7 dicembre 1433, col privilegio concesso da Alfonso V d'Aragona e confermato da Papa Eugenio IV, la chiesa dell'Ammiraglio è assegnata al monastero adiacente. Essendo l'edificio compreso nel recinto della clausura, le monache utilizzano la nuova struttura più prestigiosa, abbandonando il luogo di culto proprio del monastero, passando al rito latino.

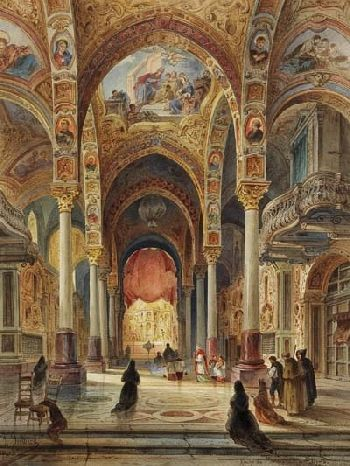
L'interno della chiesa prima dei restauri (tela del XIX secolo)

Negli anni 1683-1687, per adeguarla alle esigenze del nuovo rito, l'abside centrale viene distrutta e sostituita da una nuova abside rettangolare, progettata da Paolo Amato, e il prospetto meridionale viene abbattuto. Nel 1740 Nicolò Palma progetta un nuovo prospetto, secondo il gusto barocco dell'epoca.
Nel 1846 si realizza l'abbassamento del piano della piazza e viene realizzata la scalinata. In considerazione dell'alto valore artistico della chiesa, tra il 1870 e il 1873, su direzione dell'architetto Giuseppe Patricolo, si realizzò il suo restauro. Nell'intento di riportare la chiesa allo stato originario, furono staccati i marmi settecenteschi delle pareti laterali del presbiterio (di cui era prevista la distruzione) e fu accentuato il muro di chiusura originale. La chiesa venne riportata per gran parte al suo aspetto medievale originario eccetto che per la navata e per l'abside centrale.
Della fine del XIX secolo la chiesa cadde in stato di abbandono, quindi sotto l'amministrazione civile-comunale, sino al ritorno al culto orientale nel 1937 per opera della comunità albanese di Sicilia e concessione dell'Arcidiocesi di Palermo.
Nel 1940, nel segno della comunanza etnica e religiosa, una delegazione della Chiesa ortodossa autocefala albanese fa visita ufficiale agli italo-albanesi dell'eparchia, visitando la concattedrale dell'eparchia. 
La chiesa assunse ed ereditò il titolo di sede della parrocchia degli italo-albanesi residenti di San Nicolò dei Greci (per "greci" erano scambiate quelle popolazioni albanesi che, dal XV secolo in Italia e Sicilia, conservavano "rito greco" o bizantino, lingua, costumi, identità) nel 1943, dopo che l'omonima chiesa attigua al Seminario Italo-Albanese in Palermo fu distrutto nel secondo conflitto mondiale.
Nel 1973, considerata l'impossibilità di contatto con la Chiesa in Albania sotto il regime comunista, una delegazione della Chiesa ortodossa di Grecia fa visita ufficiale agli italo-albanesi dell'eparchia, visitando la concattedrale dell'eparchia.
Nel 1982 Papa Giovanni Paolo II, in occasione del suo incontro con la comunità religiosa, civile ed accademica albanese di Sicilia, prese parte ai Divini Uffici presso la parrocchia concattedrale.
La chiesa è stata recentemente restaurata e riaperta al culto comunità nel 2013; in quel frangente il clero e la comunità fu momentaneamente accolta nella chiesa del SS.mo Salvatore delle suore basiliane italo-albanesi in Palermo.
La parrocchia di San Nicolò dei Greci non possiede un vero e proprio territorio parrocchiale, ma è il punto di riferimento di 15.000 fedeli arbëreshë (la comunità albanese di Sicilia storicamente insediata nella provincia del capoluogo) residenti nella città di Palermo e che professa il rito bizantino.
Dal 2015 rientra tra i monumenti proposti all'UNESCO nell'ambito dell'"Itinerario Arabo-Normanno di Palermo, Cefalù e Monreale" come Patrimonio dell'Umanità.

### Il nome della Parrocchia
(Tratto dal discorso pronunciato da papa Giovanni Paolo II in occasione del suo incontro con la comunità religiosa, civile ed accademica albanese di Sicilia, avvenuto a Palermo domenica 21 novembre del 1982, presso la parrocchia di San Nicolò dei Greci dell'Eparchia di Piana degli Albanesi.)

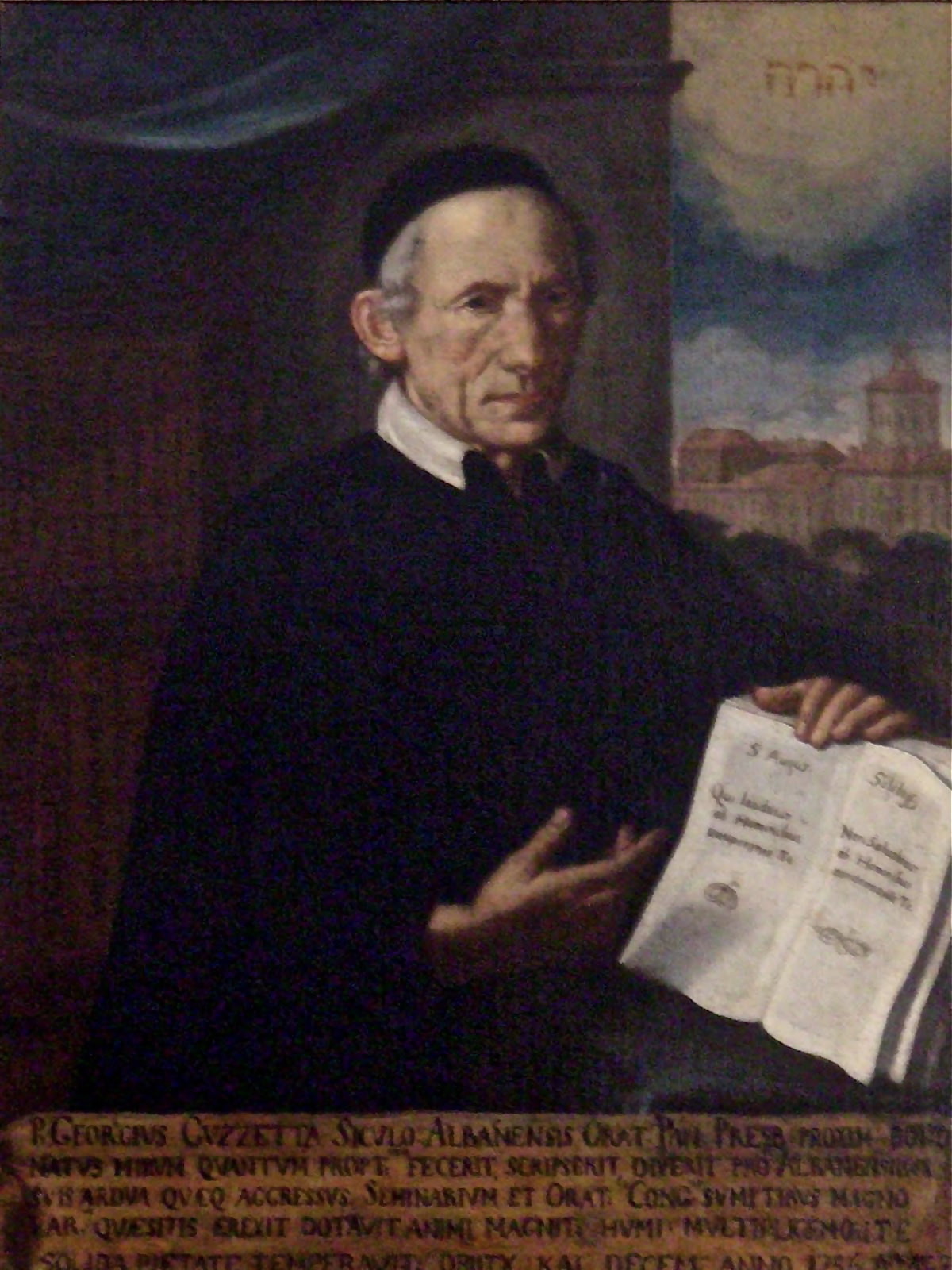
Il venerabile padre Giorgio Guzzetta (1682 – 1756), fondatore del Seminario Italo-Albanese a fianco alla Parrocchia

Per tradizione continua a chiamarsi "dei Greci", una definizione impropria, poiché la parrocchia appartiene ecclesiasticamente agli italo-albanesi. Greco fu definito - dai non arbëreshë - il rito bizantino per la lingua liturgica utilizzata. Non manca, comunque, la variante sempre maggiormente utilizzata oggi di "Parrocchia San Nicolò o Nicola degli Italo-Albanesi".
Dai propri fedeli albanofoni viene chiamata Klisha Arbëreshe Palermë o semplicemente Marturanë e nella versione non colloquiale Famullia/Klisha Shën Kolli i Arbëreshëvet në Palermë. Si può, inoltre, spesso leggere il titolo "Parrocchia San Nicolò dei Greci alla Martorana", questo per intendere che la parrocchia ha sede ora alla cosiddetta "Martorana", e non nella iniziale sede parrocchiale del Seminario "Greco" fra via Seminario Italo-Albanese e piazza P. G. Guzzetta di Palermo.

## Liturgia e rito

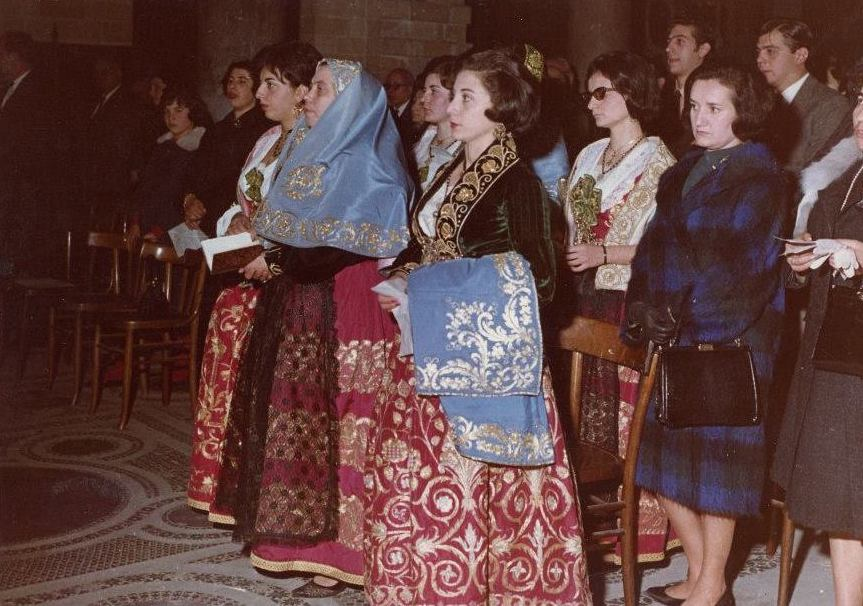
Donne in costume tradizionale albanese di Piana degli Albanesi

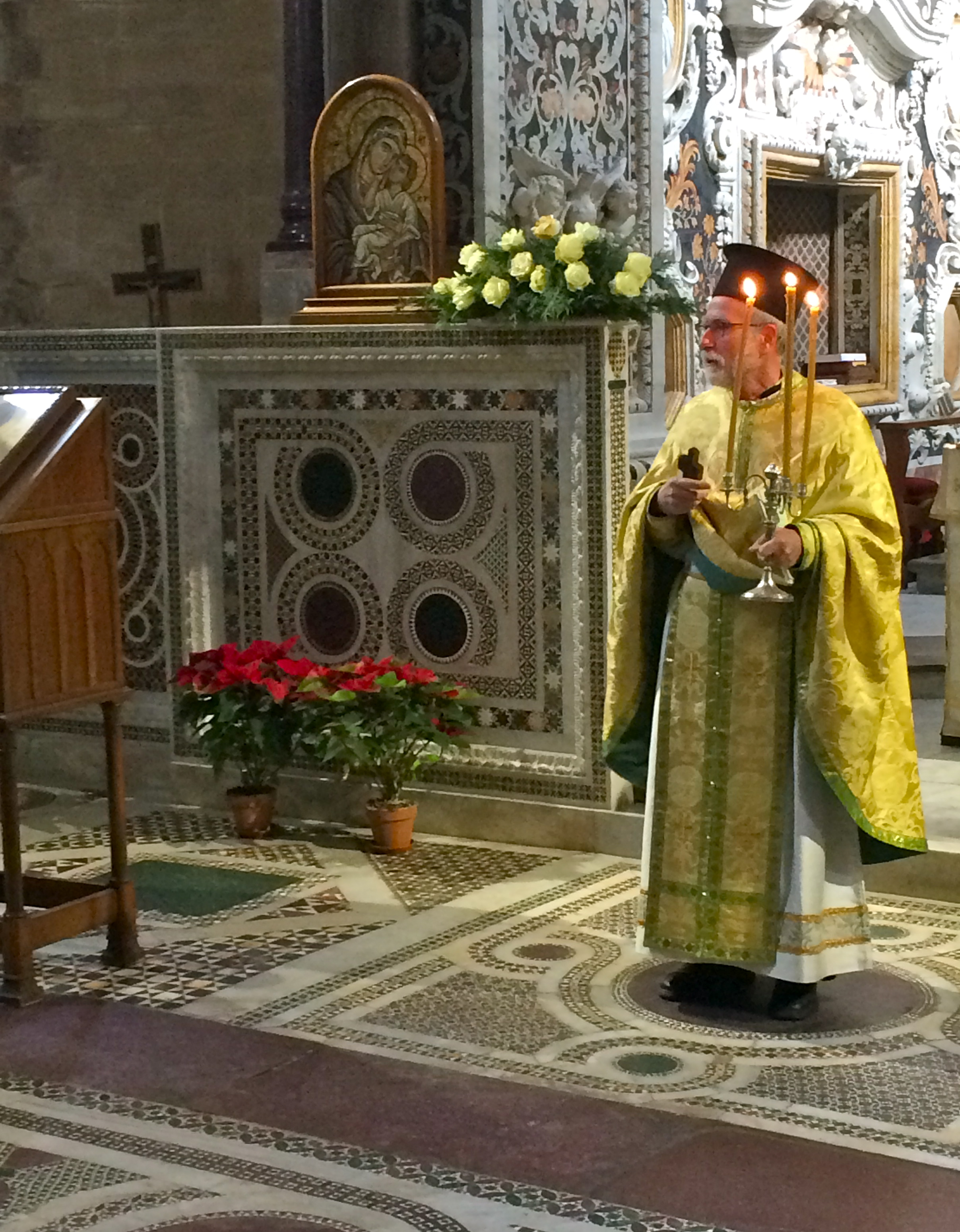
Il sacerdote italo-albanese (papàs-zoti prifti) di rito bizantino

Le celebrazioni liturgiche, le cerimonie nuziali, il battesimo e le festività religiose della parrocchia di San Nicolò dei Greci seguono il calendario bizantino e la tradizione albanese delle comunità dell'Eparchia di Piana degli Albanesi.
Le lingue liturgiche utilizzate sono il greco antico (come di tradizione, che nacque per unificare sotto un'unica lingua di comprensione tutti i popoli della chiesa d'Oriente) o l'albanese (la lingua madre della comunità parrocchiale). Non è raro qui sentire parlare abitualmente i papàdhes e i fedeli in lingua albanese, la lingua, infatti, è il principale elemento che li identifica in una specifica appartenenza etnica. Qualche fanciulla di Piana degli Albanesi si sposa indossando ancora il ricco abito nuziale della tradizione albanese e la cerimonia del matrimonio (martesa) conserva tutti gli elementi della tradizione orientale.
Una festa particolare per la popolazione arbëreshe è la Teofania o Benedizione delle acque il 6 gennaio (Ujët e pagëzuam); la festa più importante è la Pasqua (Pashkët), con il riti orientali di forte spiritualità della Settimana Santa (Java e Madhe) e il canto del Christos anesti-Krishti u ngjall (Cristo è risorto). Il 6 dicembre ricorre la festa di San Nicola di Mira (Dita e Shën Kollit).

## Itinerario d'arte

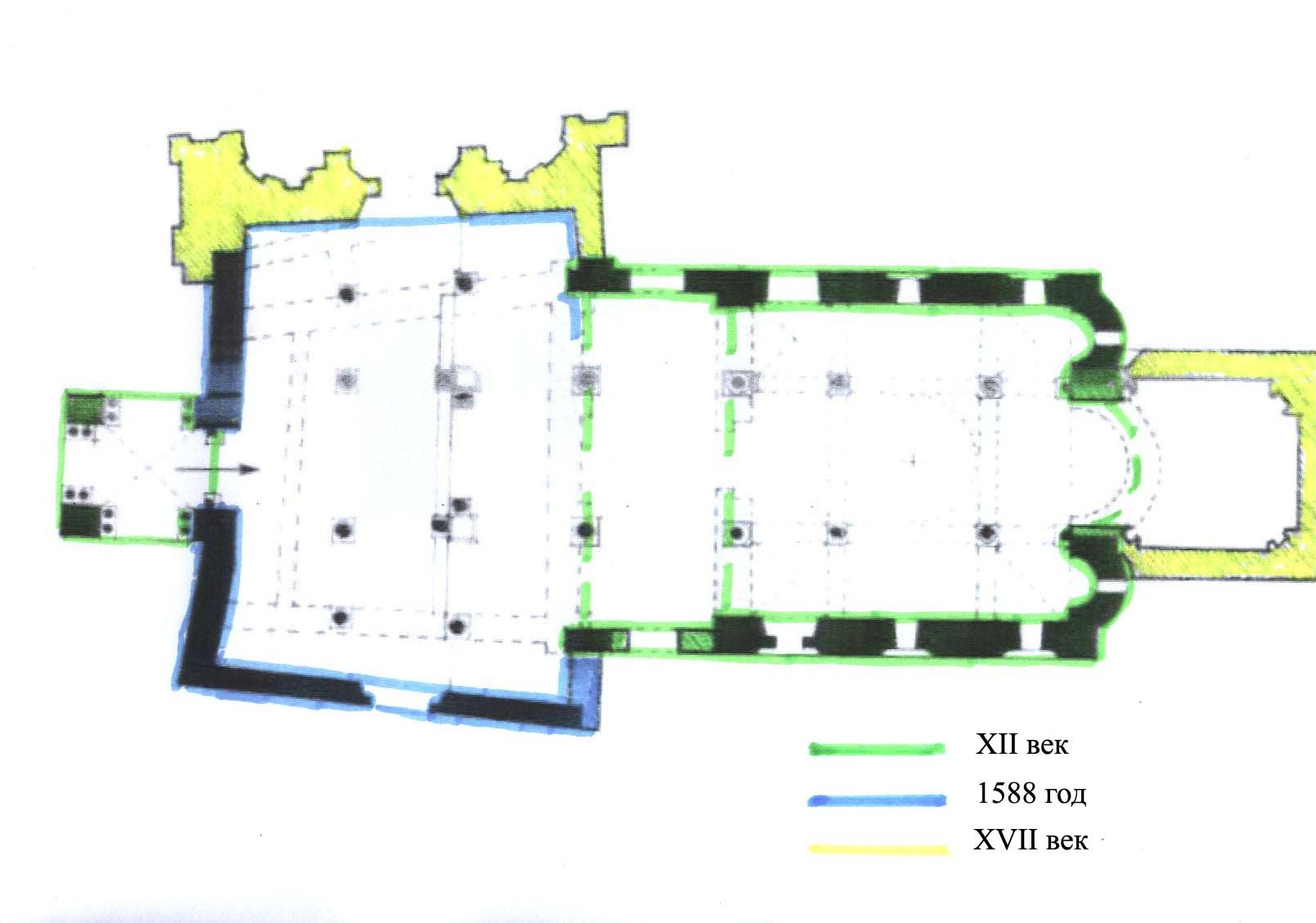
Pianta attuale della chiesa

Entrati nel primo corpo della costruzione - rifacimento settecentesco con volte affrescate da Olivio Sozzi, Antonio Grano e Guglielmo Borremans - due decorazioni musive sul fronte del corpo originario raffigurano uno Ruggero II vestito da imperatore bizantino e incoronato re per mano di Gesù Cristo, la scritta in caratteri greci sopra Ruggero dice "Rogerios rex" usando il termine latino, scritto in lingua greca; l'altro la dedicazione della chiesa alla Vergine da parte dell'ammiraglio d'oriente Giorgio d'Antiochia, quest'ultimo rappresentato in umile atto di prostrazione dinanzi alla Madonna.

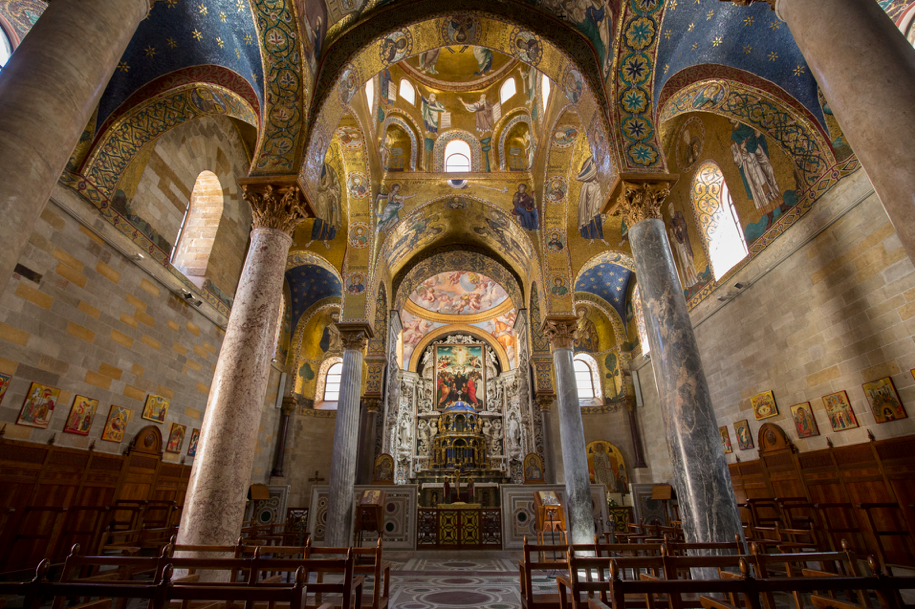
Vista dell'interno

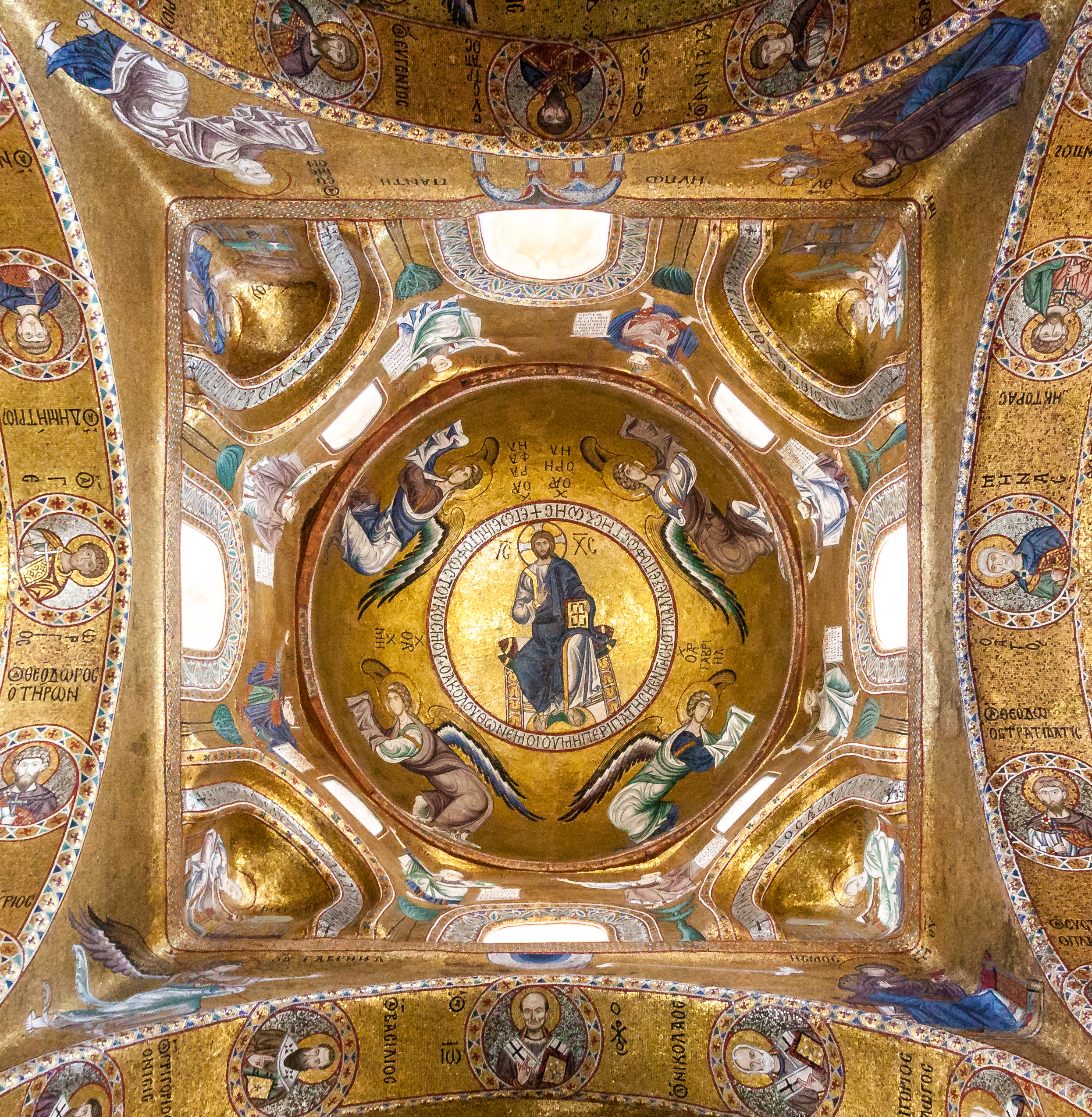
Mosaico della cupola raffigurante Cristo in trono, punto focale di tutta la decorazione musiva bizantina

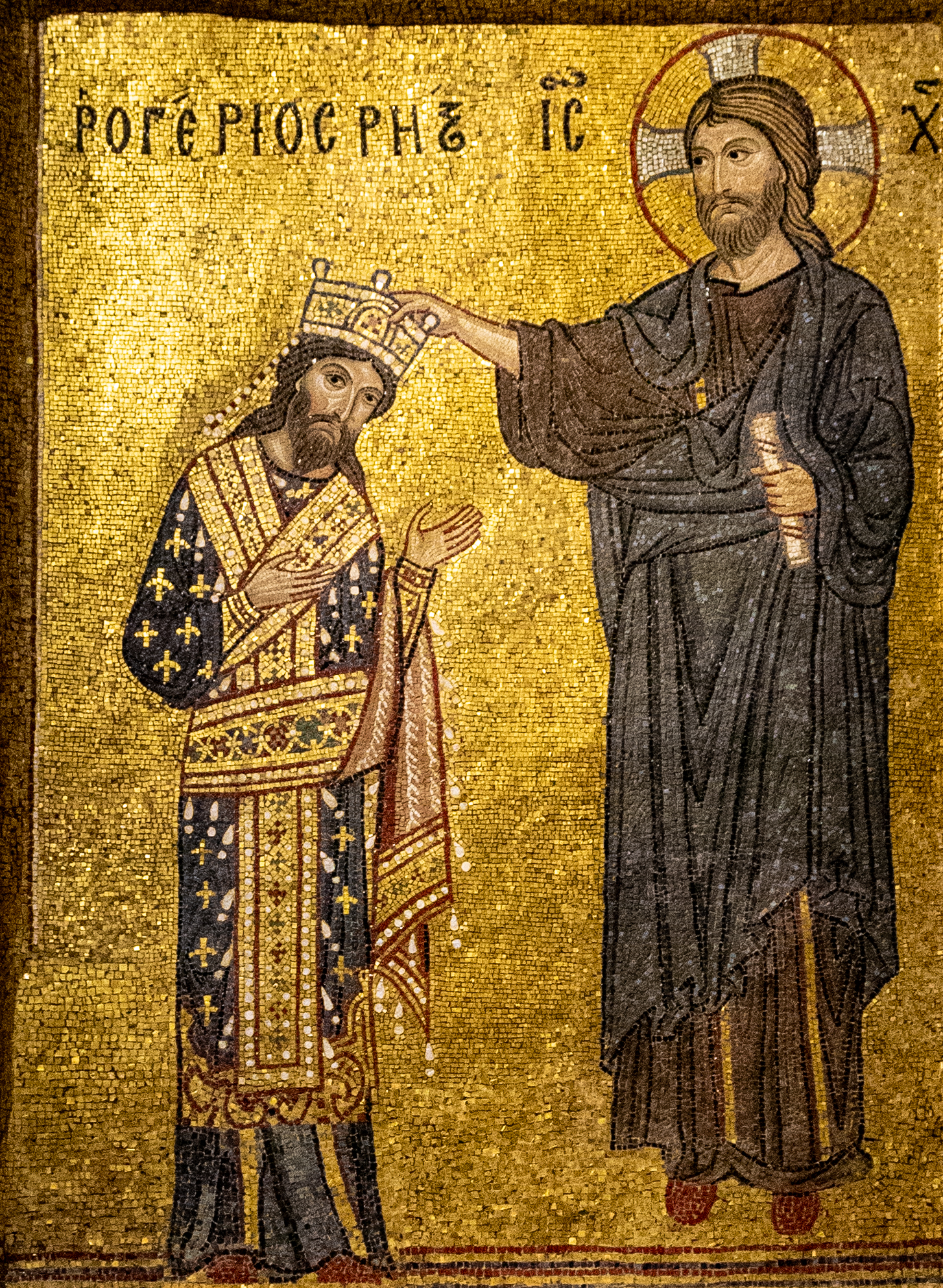
Mosaico con Ruggero II che riceve la corona da Cristo

Sulla parete occidentale dello stesso locale è murata una lapide che ricorda l'eroe nazionale degli albanesi, Giorgio Castriota Scanderbeg, posta nel 1968 in onore del suo cinquecentesimo anno dalla sua scomparsa e con l'incisione dell'aquila bicipite costantinopolitana, simbolo dell'Albania. Ai lati icone bizantine della committenza arbëreshe abbelliscono la chiesa. Superato l'ambiente suddetto, si giunge nella chiesa medievale, il nucleo originale. Qui la parte superiore delle pareti e la cupola, al sommo della quale si erge l'immagine del Cristo in trono, immagine arcaizzante e di stampo occidentale, sono interamente rivestite da decorazioni musive bizantine di grande importanza, in connessione con quelle riguardanti Dafne nell'Attica. Il grandioso ciclo di mosaici bizantini della chiesa è il più antico di Sicilia. I mosaici della cupola rappresentano al centro il Cristo, scendendo successivamente i quattro arcangeli (tre originali più uno apocrifo) e i patriarchi, mentre nelle nicchie sono ospitati i quattro evangelisti e infine, nelle volte, i rimanenti apostoli.
La chiesa è fornita di un'antica iconostasi in marmi mischi, in cui, essendo priva di icone, i papàdes albanesi dell'epoca hanno provvisto la realizzazione dei mosaici della Madonna, del Cristo e dalle icone di Maria Vergine e San Nicola di Mira, questi ultimi che precedono l'iconostasi.
Molto importante per i fedeli arbëreshë è la grande icona raffigurante San Nicolò in trono (XV sec.), posta oggi nel diaconicon e che si trovava nella chiesa di San Nicolò dei Greci che, unitamente al contiguo Seminario Italo-Albanese di Palermo, andò distrutta nel bombardamento aereo del 1943. L'abside, abbattuta sul finire del Seicento, venne sostituita con l'attuale cappella barocca a tarsie marmoree su progetto di Paolo Amato.
Icone contemporanee, alcune delle quali dell'iconografo italo-albanese Zef Giuseppe Barone da Piana degli Albanesi (croce bizantina della morte e resurrezione del Cristo, dipinta in entrambi i lati) e altri realizzate dell'iconografo e mosaicista albanese Josif Droboniku (raffiguranti le dodici feste despotiche e la grande crocifissione dell'altare bizantino), appartengono all'importante patrimonio artistico della parrocchia.

## Opere documentate
- Cappella del Rosario, lato epistola. Nelle adiacenze il mosaico Dedicazione della chiesa alla Vergine.[24]
- Cappella di San Simone e Giuda, lato vangelo. Nelle adiacenze il mosaico dell'Incoronazione di Ruggero II.[24]
- Ascensione, dipinto, XVI secolo, opera documentata sull'altare maggiore del cappellone di Vincenzo degli Azani.[24]

### Monastero
La fondazione del monastero dell'Ordine benedettino è posteriore alla chiesa (1194). In ordine cronologico è la terza istituzione dopo il monastero basiliano del Santissimo Salvatore e il monastero di Santa Maria del Cancelliere.

### Influenza culturale
Nel 1535 Carlo V visitò Palermo dopo la conquista di Tunisi. Nel giardino della chiesa vi erano alberi di aranci, ma a settembre inoltrato non erano ancora maturati i frutti. Le monache benedettine, per ovviare all'inconveniente e mostrare un giardino rigoglioso e ben curato, confezionarono delle arance di pasta di mandorle, le colorarono e le appesero ai rami, conferendo al giardino un effetto più eloquente e ammirevole, aspetto tipico del raccolto imminente. Nacquero così i "frutti di martorana". Il convento aveva preso nome di Martorana dalla sua fondatrice, la nobildonna Eloisa Martorana. Da qui l'espressione "frutta di Martorana".

## Cronotassi recenti protopapa della Parrocchia

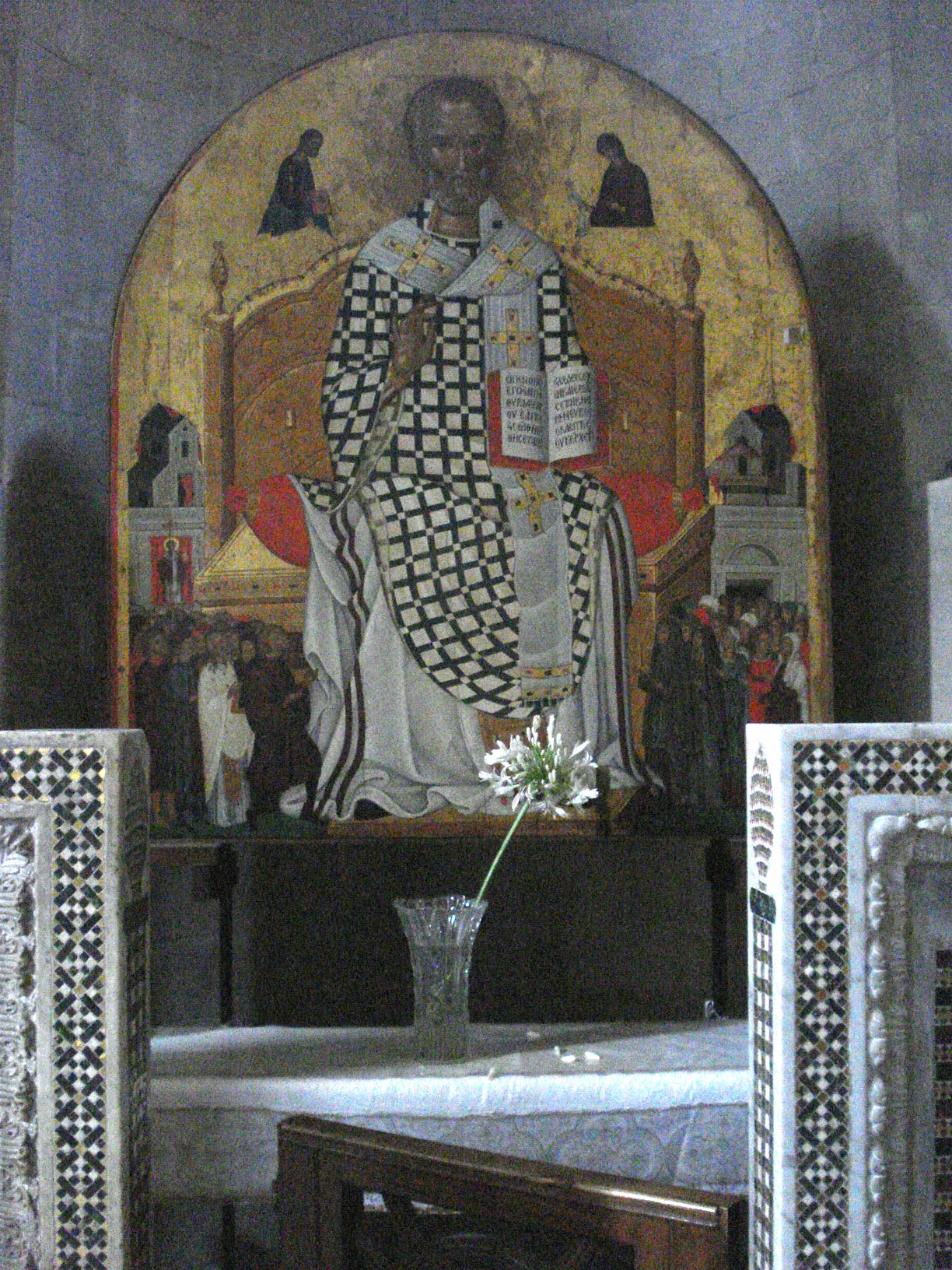
Grande icona con S. Nicolò in trono, scuola creto-albanese del XV sec., collocato nell'abside di destra (Diaconicon), proveniente dalla parrocchia del Seminario Italo-Albanese

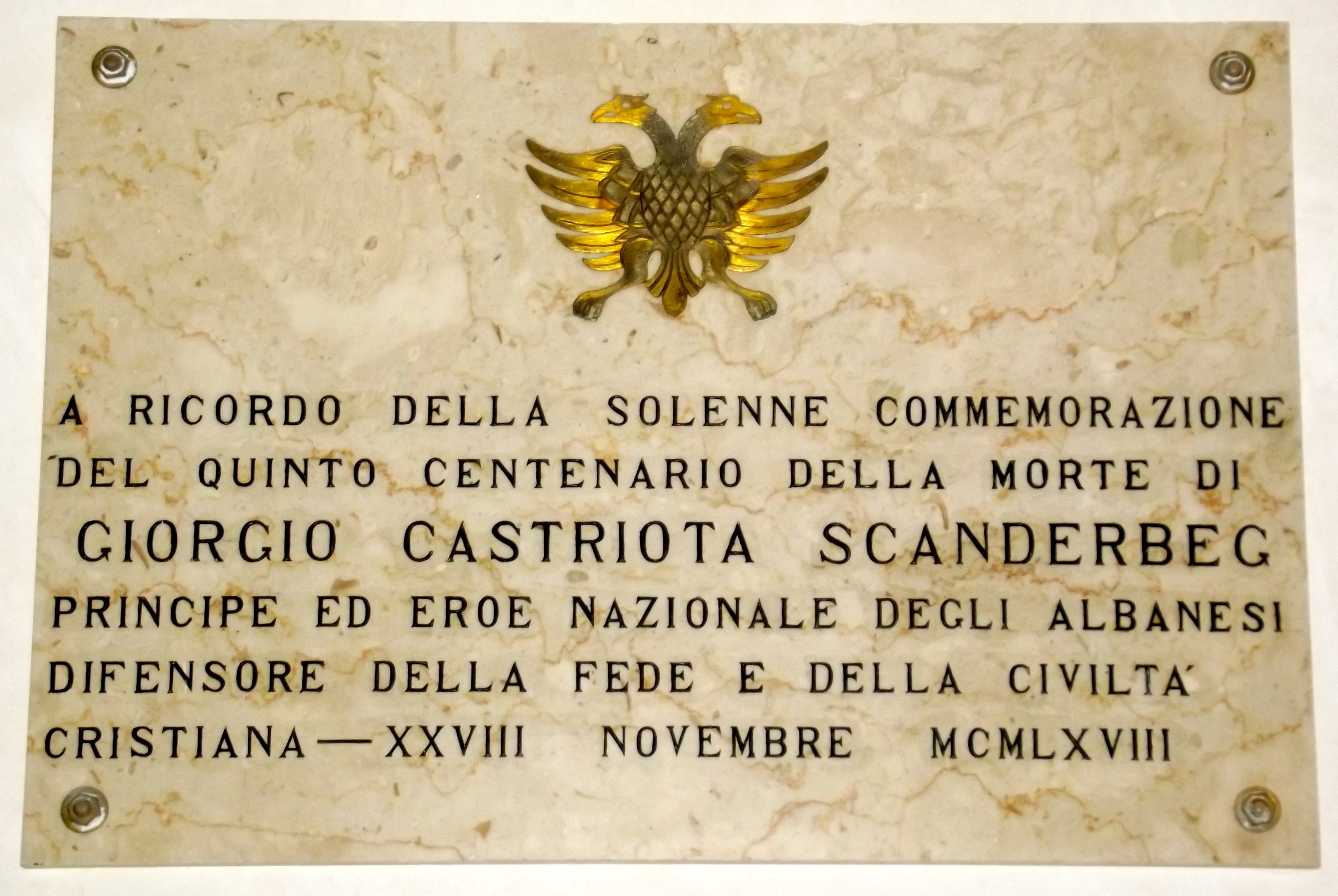
Lapide marmorea in ricordo dell'eroe albanese Scanderbeg

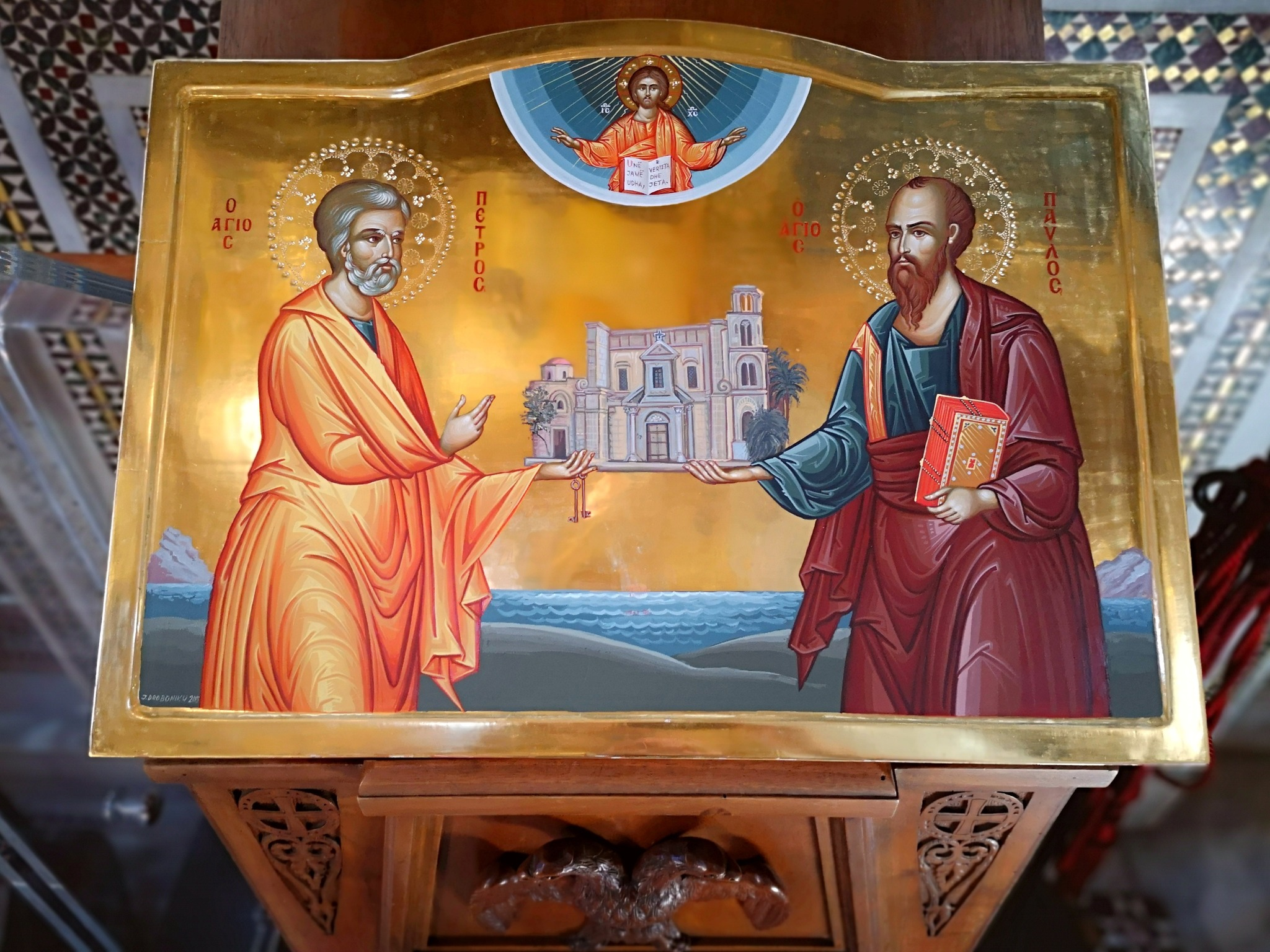
Josif Droboniku (2012), icona, la Concattedrale dell'Eparchia di Piana degli Albanesi (Chiesa Italo-Albanese)

La chiesa di San Nicolò a Palermo, detta "dei Greci" per il rito greco-cattolico osservato, nacque e fu composta sin dall'origine dal gruppo di esuli albanesi di rito orientale provenienti in massa dall'Albania e in generale, in secondo momento, dai territori albanofoni dei Balcani (Epiro o Ciamuria, Macedonia, Attica, Eubea, Morea).
Il primo parroco fu Papàs Nikolao Matranga (1546-1549), che apparteneva al clero coniugato, secondo la disciplina della chiesa bizantina.
Da allora si è mantenuto l'aspetto etnico e religioso caratterizzante la comunità di fedeli. I sacerdoti che susseguirono provennero dalle colonie albanesi nate nella provincia di Palermo (Contessa Entellina, Mezzojuso, Palazzo Adriano, Piana degli Albanesi, successivamente da Santa Cristina Gela). 
Cronologicamente i più recenti sacerdoti titolari della Parrocchia di S. Nicolò dei Greci, nella sede originaria del Seminario Italo-Albanese di Palermo, sono:
- Mons. Giuseppe Masi (? - 1903), vescovo italo-albanese da Mezzojuso, ordinante per gli Albanesi di Sicilia e titolare di Tempe, parroco della Parrocchia S. Nicolò dei Greci di Palermo, nonché rettore del Seminario "Greco" della stessa città.
- Papàs Antonio M. Figlia (1903 - 1941), sacerdote italo-albanese da Mezzojuso, del quale era arciprete. Fu il penultimo parroco della parrocchia nella sede antica in Piazza Padre Giorgio Guzzetta, angolo con Via Seminario Italo-Albanese.

I sacerdoti titolari ad personam della Parrocchia di S. Nicolò dei Greci, con sede alla Martorana, sono:
- Papàs Lino Loiacono (1907 - 1957), sacerdote di rito bizantino da Contessa Entellina, professore di lettere classiche, scrittore e pubblicista, profondamente legato alle tradizioni patrie albanesi ed impegnato nell'ecumenismo. Fu protopapàs/parroco di S. Nicolò dei Greci, poi alla Martorana dal '45, dal 1942 al 1957[27][28].
- Papàs Matteo Sciambra (1914 - 1967), sacerdote di rito bizantino da Contessa Entellina, studioso e albanologo, protopapàs di S. Nicolò dei Greci alla Martorana dal 1957 al 1967 e docente di lingua e letteratura albanese all'Università di Palermo. Si dedicò all'approfondimento della lingua albanese parlata nelle diverse comunità italo-albanesi e all'albanese moderno, lasciando parecchie opere scritte, e alla conservazione e valorizzazione del patrimonio musicale liturgico bizantino delle comunità albanesi di Sicilia, di cui ha lasciato alcune raccolte manoscritte.
- Papàs Vito Stassi (1937 - 2011), sacerdote di rito bizantino da Piana degli Albanesi, protopapàs di S. Nicolò dei Greci alla Martorana dal 1968 al 2011, Archimandrita e Vicario eparchiale dell'Eparchia di Piana degli Albanesi[29][30].
- Papàs Kola Cuccia (1958), sacerdote di rito bizantino da Contessa Entellina e bizantinista, appartenente al clero uxorato[31][32] della Chiesa Italo-Albanese, che si adopera al mantenimento dell'identità albanese. È stato protopapàs della Parrocchia di San Nicolò dei Greci alla Martorana dal 2011 al 2016[33][34][35].
- Arch. Papàs Antonino Paratore (1972), sacerdote di rito bizantino da Piana degli Albanesi, già Vicario e parroco della Cattedrale dell'Eparchia, attuale protopapàs della comunità albanese residente in Palermo[36][37][38].

## Istituzioni culturali
Negli anni trenta del Novecento nacque l'associazione culturale e religiosa "Oriente Cristiano", presso i locali dell'Eparchia di Piana degli Albanesi a Palermo, di cui edita la rivista ufficiale omonima dell'Associazione Culturale Italiana per l'Oriente cristiano (ACIOC). Sorta per iniziativa dei papàdes dell'Eparchia, ha l'intento di sostenere culturalmente le comunità italo-albanesi di tradizione bizantina e costituire anche un punto di riferimento, di sensibilizzazione e di aiuto a tutti i cristiani per la comprensione culturale e la condivisione ecumenica con i fratelli d'Oriente, con lo scopo di promuovere iniziative per la conoscenza, la preghiera e lo studio "pro Oriente Cristiano", sulla spiritualità e la mistagogia della chiesa bizantina.

## Curiosità
- Diversi sono stati i documentari, nazionali ed esteri, dirette liturgiche domenicali e i film d'autore o indipendenti che hanno girato, così come parlato e mostrato della Chiesa e della piazza sottostante, tra cui si menzionano: con il titolo "Gli ortodossi d'Italia. Fedele a riti antichissimi il matrimonio degli ultimi greci di Sicilia" la settimana Incom dell'Istituto Luce Cinecittà (1956) mostrava i riti del matrimonio di una coppia di Piana degli Albanesi residente in città, con la sposa e le damigelle in seguito nei costumi tradizionali albanesi[40]; negli anni Novanta la diretta nazionale Rai della Divina Liturgia di San Giovanni Crisostomo[41]; nei primi anni Duemila un documentario sui normanni del meridione mostra brevemente una messa domenicale dei suoi papàs italo-albanesi[42] in reminiscenza simbolica del periodo dell'arrivo dei normanni in Sicilia quando vi era la messa bizantina e coesistevano e contemporaneamente si scontravano "greci", "arabi/saraceni" e infine "latini"[43]; ne parlò il programma di Philippe Daverio in "Palermo Medioevale"[44] e Geo in "Alle porte di Palermo: Piana degli Albanesi"[45]; l'interno si vede in una scena del film Il talento di Mr. Ripley (1999) o ancora in alcune scene della serie televisiva La mafia uccide solo d'estate (2016). Con il riconoscimento della Chiesa a patrimonio UNESCO nel percorso arabo-normanno, nel 2018 è stato presentato dalla RAI il documentario "Italia: viaggio nella bellezza. Palermo araba normanna"[46], con una parte relativa a S. Maria dell'Ammiraglio.

## Galleria d'immagini

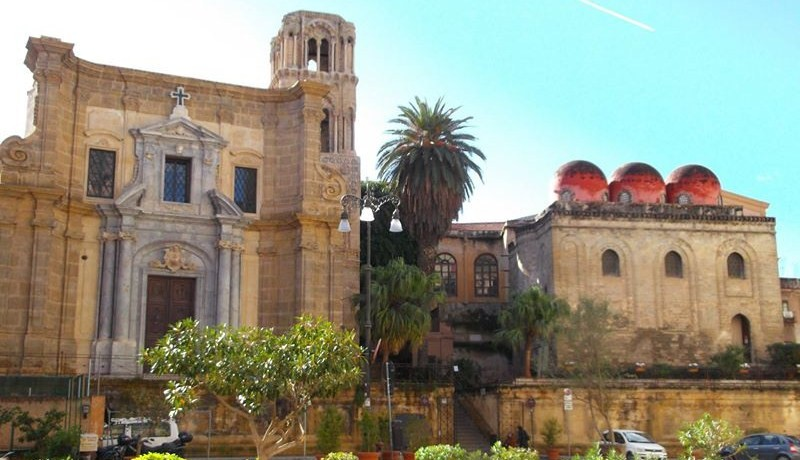
Panoramica da piazza Bellini
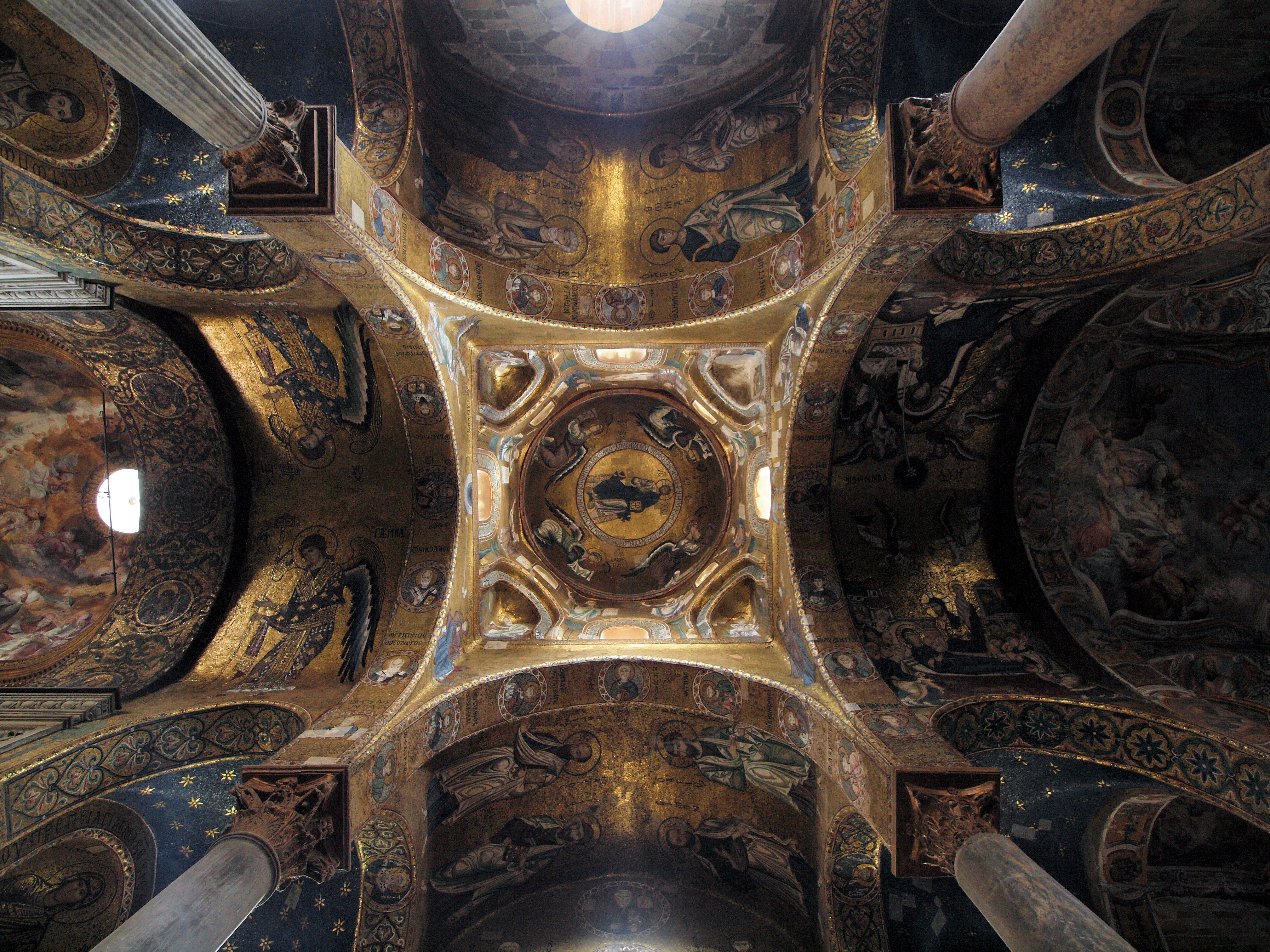
La calotta interna della cupola ricoperta da mosaici, in cui è raffigurato il Cristo Pantokràtor assiso in trono
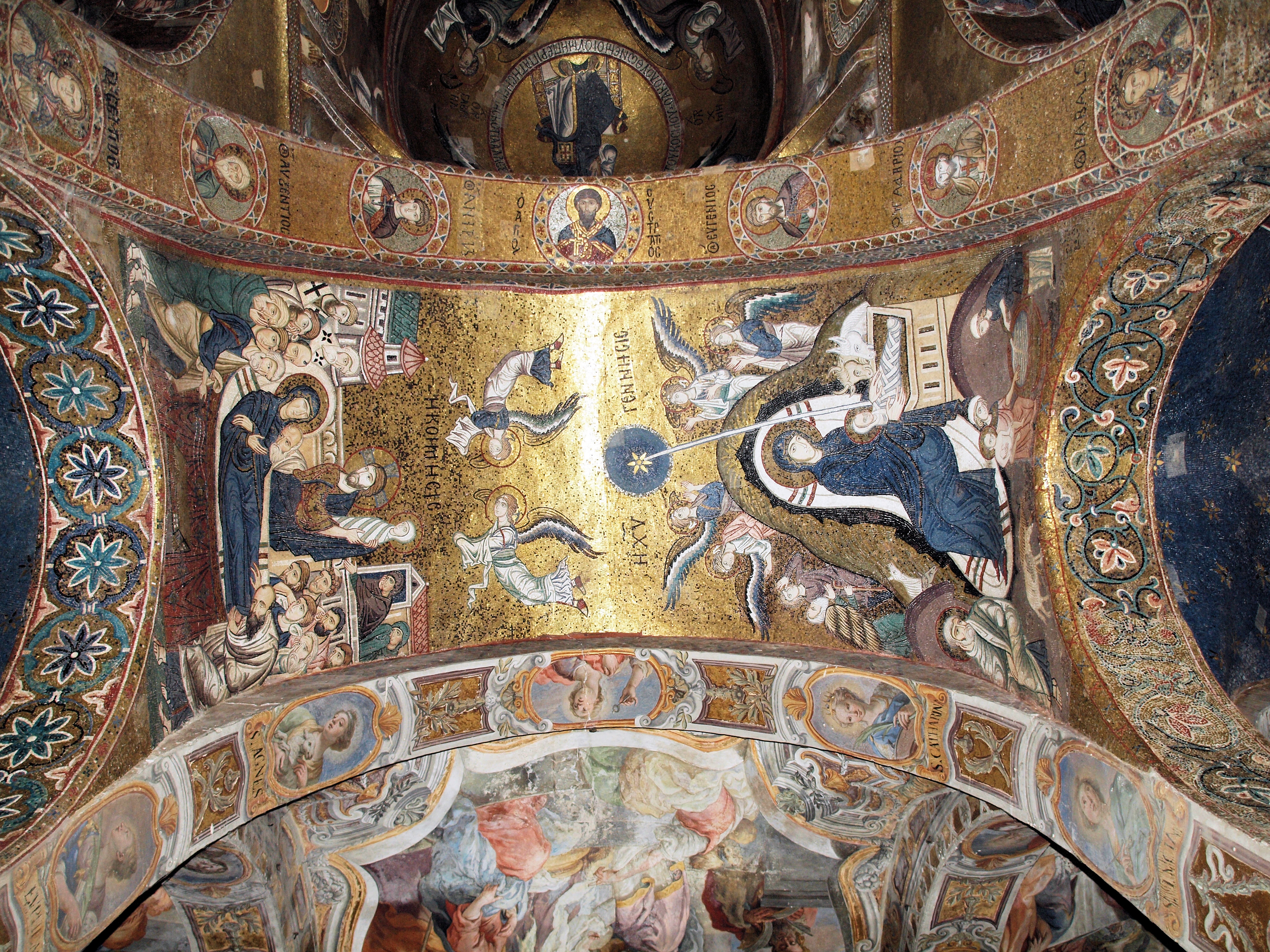
Mosaici bizantini con la rappresentazione della natività (he Christoù gènesis) e la Morte della Vergine (he Koimesis)
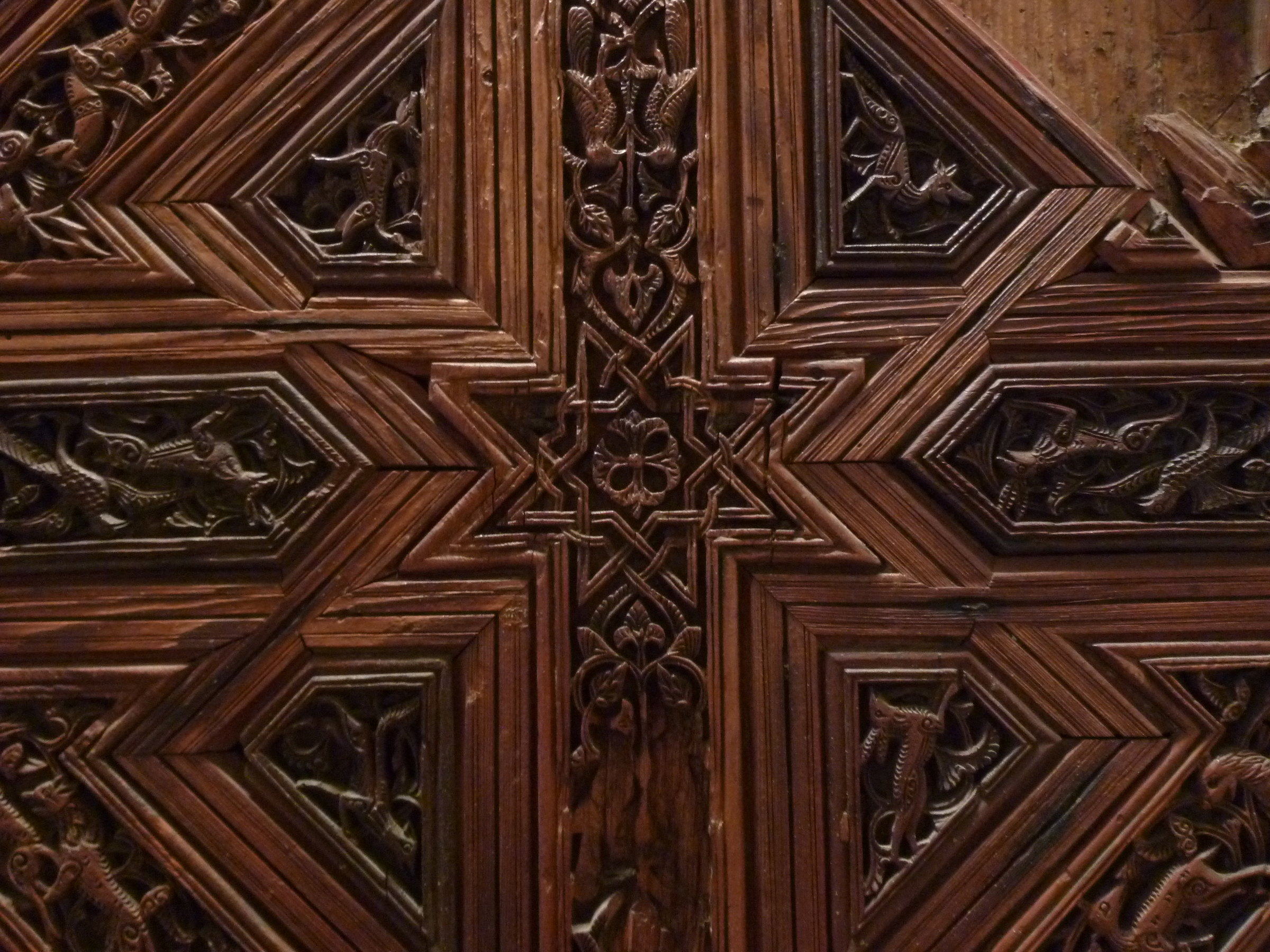
Porta lignea medievale